# Hapalopsittaca
Hapalopsittaca es un género de papagayo de la familia Psittacidae.

## Especies
Este género contienen las siguientes especies:
- Hapalopsittaca amazonina
- Hapalopsittaca pyrrhops
- Hapalopsittaca fuertesi
- Hapalopsittaca melanotis